# Anterhynchium fulvipenne
Anterhynchium fulvipenne är en stekelart som först beskrevs av Smith 1859.  Anterhynchium fulvipenne ingår i släktet Anterhynchium och familjen Eumenidae.

## Underarter
Arten delas in i följande underarter:
- A. f. aureum
- A. f. perpulchrum
- A. f. australense